# Курнонсек
Курнонсек (фр. Cournonsec) је насеље и општина у јужној Француској у региону Лангдок-Русијон, у департману Еро која припада префектури Монпелије.
По подацима из 2011. године у општини је живело 2566 становника, а густина насељености је износила 212,77 становника/km². Општина се простире на површини од 12,06 km². Налази се на средњој надморској висини од 63 метара (максималној 156 m, а минималној 34 m).

## Демографија
| 1962. | 1968. | 1975. | 1982. | 1990. | 1999. | 2011. |
| ----- | ----- | ----- | ----- | ----- | ----- | ----- |
| 506   | 555   | 603   | 856   | 1.122 | 1.964 | 2.566 |

График промене броја становника у току последњих година